# 棱背鼠屬
棱背鼠屬（学名：Muriculus imberbis）为哺乳綱、囓齒目、鼠科的一屬哺乳动物。而與棱背鼠屬（棱背鼠）同科的動物尚有小家鼠屬（臺灣小家鼠）、非洲溝齒鼠屬（非洲溝齒鼠）、柔毛鼠屬（緬甸柔毛鼠）、巢鼠屬（巢鼠）等之數種哺乳動物。

## 下属物种
本属包括以下物种：
- 棱背鼠 Muriculus imberbis (Rüppell, 1842)